# Club Voleibol Tenerife
Maillots
Le Club Voleibol Tenerife est un ancien club espagnol de volley-ball basé à Santa Cruz de Tenerife. Le club a été créé en 1981 et a disparu en 2011.

## Historique
Le club a été fondé en 1981 et a disparu en 2011.

## Palmarès
- Championnat d'Espagne (10)
  - Vainqueur : 1992, 1997, 1998, 1999, 2000, 2001, 2002, 2004, 2005, 2006
  - Finaliste : 1996, 2003, 2007.
- Copa de la Reina (11)
  - Vainqueur : 1991, 1997, 1998, 1999, 2000, 2001, 2002, 2003, 2004, 2005, 2006
  - Finaliste : 1990, 1993.
- Supercoupe d'Espagne (5)
  - Vainqueur : 2002, 2003, 2004, 2005, 2008.
  - Finaliste : 2007.
- Ligue des champions (1)
  - Vainqueur : 2004

## Joueuses majeures
- Romina Lamas  Espagne
- Arkía El-Ammari  Espagne
- Yasmina Hernández  Espagne
- Virginie De Carne  Belgique
- Ingrid Visser  Pays-Bas
- Neslihan Darnel  Turquie
- Logan Tom  États-Unis
- Regla Bell  Cuba
- Ana Fernández  Cuba
- Magaly Carvajal  Cuba
- Ielena Godina  Russie
- Suzana Ćebić  Serbie

## Effectifs

### Saison 2010-2011 (Dernière équipe)
Entraîneur : Juan Antonio Armas  Espagne